# 水平對臥十缸引擎

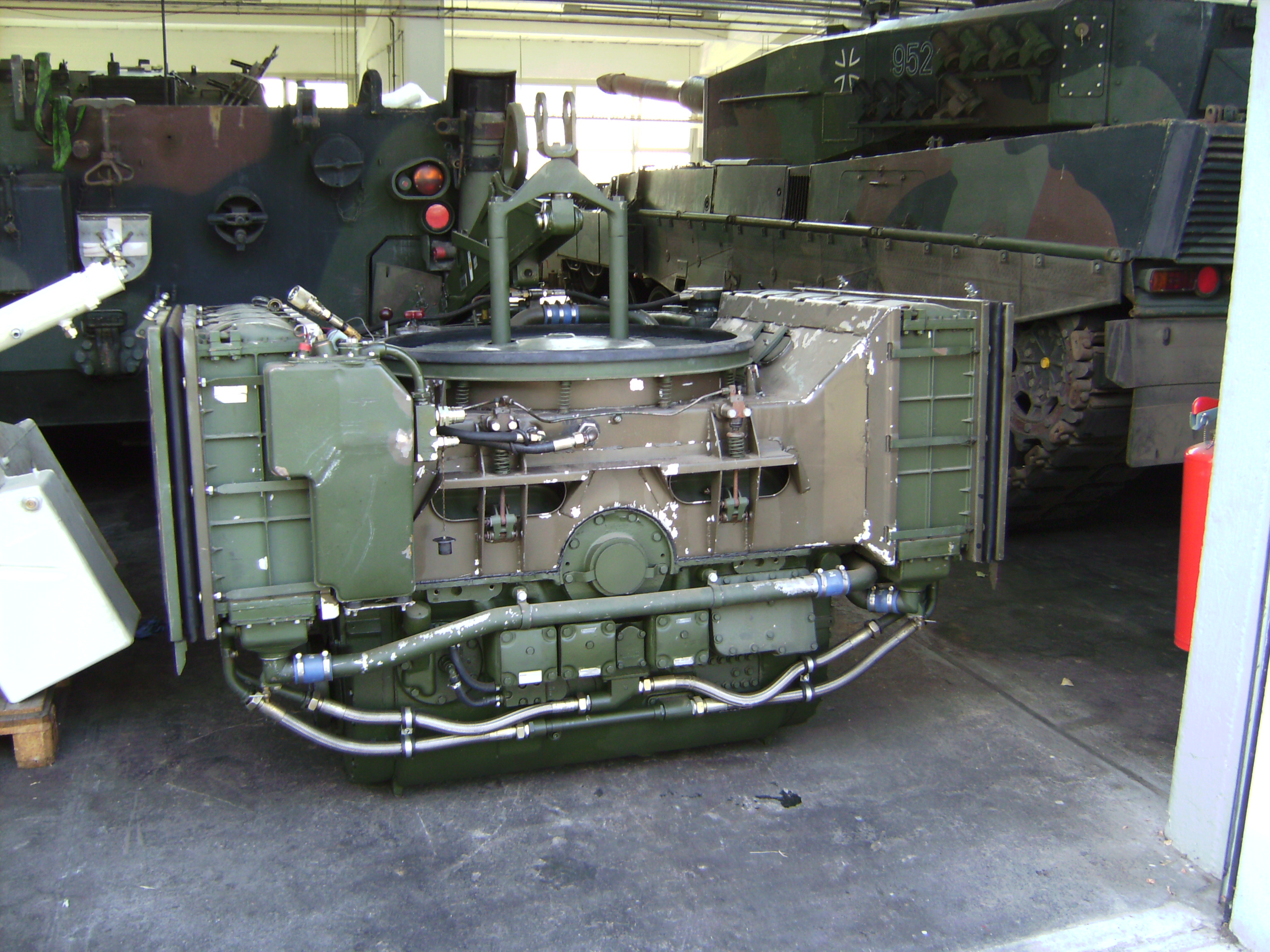
雖說豹1型坦克的引擎是水平對向十缸，但實際上是V型180度型

水平對臥十缸引擎是一種往復式發動機，由10個活塞分成左右各5個汽缸，以水平對臥的方式組成，而本條目專指活塞式內燃機。一般國外以「flat-ten」稱呼（包含V型180度引擎），略稱成F10；也有人稱作「boxer-10」，略稱成B10。

## 概要
世界上採取F10形式而開發的引擎為數不多。美國通用汽車集團的雪佛蘭汽車有一款雪佛蘭Corvair，原本搭載水平對臥六缸引擎。雪佛蘭企圖將這款車擴大成大型轎車時，曾實驗性地將六缸增為十缸，不過最終沒有付諸實現。至於軍事用車輛的例子，則屬西德的主戰坦克豹1型坦克，採用V型十缸、夾角180度的引擎。

## 內部連結
- 水平對臥引擎